# Galbenu
Galbenu è un comune della Romania di 3 366 abitanti, ubicato nel distretto di Brăila, nella regione storica della Muntenia.
Il comune è formato dall'unione di 5 villaggi: Drogu, Galbenu, Pântecani, Sătuc, Zamfirești.